# George Armitage Miller
Pour les articles homonymes, voir George Miller et Miller.
George Armitage Miller (1920-2012) est un psychologue américain, professeur de psychologie aux universités de Harvard et Princeton, notamment.
Ses travaux de recherche ont contribué à fonder la psychologie cognitive. Dès 1956, il montre expérimentalement que le traitement de l'information à court-terme (ou mémoire immédiate, dite l'empan mnésique) semble limitée à sept plus ou moins deux unités (mots, lettres, nombres ou lignes, etc) non sans préciser toutefois que, face à une information plus complexe, le sujet assimile cette complexité en la différenciant en 5 à 7 classes ou "morceaux" ("chunks") en fonction de ses buts ou objectifs. Miller montrera également un intérêt soutenu pour l'étude du langage et de la communication, en défendant notamment une perspective procédurale dans l'acquisition sémantique (le sens des mots s'apprend en les utilisant en situation). Mais c'est surtout en publiant en 1960, avec E. Galanter et K. Pribram "Plans and the Structure of behavior" qu'il va marquer, avec Jerome Bruner, cofondateur avec lui du Centre d'études cognitives de Harvard, ce qui va être nommé la "révolution cognitive", en psychologie.
Ils critiquent l'inadéquation théorique du modèle behavioriste d'alors et le remplacent par un modèle de régulation spontanée (T.O.T.E) sur laquelle se structurent les liens neuronaux (informatifs) qui nourrissent l'activité mentale. Cette régulation Test-Operate-Test-Exit prend appui sur la perception "incongrue" (Test1) de ce qui arrive, comparée au "normal" attendu (les normes déjà apprises et installées) et active d'emblée, par mémoire et raisonnement (Operate), une reconnaissance (ou cognition) de la situation qui va, en se comparant à l'incongruité de départ (Test2), servir d'aide, plus ou moins efficace mais néanmoins informative, à l'action (Exit).

## Biographie
Titulaire d'une licence en linguistique de l'université de l'Alabama, il se forme à la psychologie sous l'impulsion d'un professeur qui lui demande d'assurer les cours de premiers cycles. Pendant la guerre, il mena à Harvard des recherches secrètes pour l'armée.
Au cours de sa carrière, il a enseigné à l'université Rockefeller, au Massachusetts Institute of Technology et à l'université Harvard où il dirigeait le département de psychologie. Il a été chargé de recherche à l'université d'Oxford et président de l'Association américaine de psychologie.

## Recherche
Les travaux de George A. Miller, parmi les plus connus (outre la régulation TOTE), sont ses recherches portant sur les ressources et limites de la cognition humaine. Ces résultats publiés dès 1956 dans un article scientifique resté célèbre, The Magical Number Seven, Plus or Minus Two (Sept, le nombre magique plus ou moins deux), qui établit que le nombre sept correspond approximativement au nombre maximal d'éléments qu'est capable de traiter l'esprit humain.
Les expériences rapportées par Miller concernent par exemple le nombre de stimuli (sons, objets visuels) qu'on est capable de percevoir simultanément, ou encore le nombre d'éléments qu'on est capable de mémoriser à court-terme (aussi appelé empan mnésique) qui semble relativement indépendant de la nature des éléments à mémoriser, qu'il s'agisse d'une série de mots, de lettres, de nombres, ou de n'importe quel type d'items familiers. Dans cette publication, Miller ne se prononce pas sur l'origine de cette limitation et pourquoi elle est égale à 7 unités soit 2.5 bits pour de nombreux processus psychologiques, d'après lui cela pourrait n'être qu'une « coïncidence Pythagoricienne ».
En 1960, Miller fonde le Centre des études cognitives à Harvard avec Jerome Bruner, dont les recherches portent sur l'apprentissage. Il rejoint ensuite l'université Rockefeller en 1968.
Miller a posé les bases et supervise le développement de WordNet, un réseau sémantique de l'anglais, largement utilisé en traitement automatique des langues.
En 1991, Miller a reçu la médaille nationale américaine de la science.

## Publications
- Langage et communication (Language and Communication), traduit de l'anglais par Colette Thomas, Presses universitaires de France, 1956 ; réédition Centre d'étude et de promotion de la lecture, 1973
- Avec Noam Chomsky, L'Analyse formelle des langues naturelles, Paris, Gauthier-Villars, 1968 ; Paris, La Haye : Mouton, 1971. [lire en ligne] [PDF]